# Монетен двор
 Тази статия е за предприятието изобщо.  За българското дружество вижте Монетен двор (България).  
Монетен двор или монетарница е производствено предприятие, в което по поръчка се произвеждат монети. Монетните дворове може да са частни или държавни. В някои от съвременните монетни дворове освен монети се произвеждат медали, ордени и значки.
Първият монетен двор е основан в Древен Рим в близост до храма на Юнона-Монета (оттук и названието „монета“).